# العلاقات البوسنية الكونغوية
العلاقات البوسنية الكونغولية هي العلاقات الثنائية التي تجمع بين البوسنة والهرسك وجمهورية الكونغو.

## مقارنة بين البلدين
هذه مقارنة عامة ومرجعية للدولتين:
| وجه المقارنة                                              | البوسنة والهرسك                                             | [[تصنيف:صفحات تستخدم رمز علم غير موجود\|]] جمهورية الكونغو |
| --------------------------------------------------------- | ----------------------------------------------------------- | ---------------------------------------------------------- |
| المساحة (كم2)                                             | 51.20 ألف                                                   | 342.00 ألف                                                 |
| عدد السكان (نسمة)                                         | 3.51 مليون                                                  | 5.26 مليون                                                 |
| الكثافة السكانية (ن./كم²)                                 | 68.55                                                       | 15.38                                                      |
| العاصمة                                                   | سراييفو                                                     | برازافيل                                                   |
| اللغة الرسمية                                             | اللغة البوسنوية، اللغة الكرواتية، اللغة الصربية             | لغة فرنسية                                                 |
| العملة                                                    | مارك بوسني                                                  | فرنك وسط أفريقي                                            |
| الناتج المحلي الإجمالي (بليون دولار)                      | 18.17 مليار                                                 | 8.72 مليار                                                 |
| الناتج المحلي الإجمالي (تعادل القوة الشرائية) بليون دولار | 41.35 مليار                                                 | 29.48 مليار                                                |
| الناتج المحلي الإجمالي الاسمي للفرد دولار أمريكي          | 4.25 ألف                                                    | 1.85 ألف                                                   |
| الناتج المحلي الإجمالي للفرد دولار أمريكي                 | 10.43 ألف                                                   |                                                            |
| مؤشر التنمية البشرية                                      | 0.733                                                       | 0.591                                                      |
| رمز المكالمات الدولي                                      | +387                                                        | +242                                                       |
| رمز الإنترنت                                              | .ba                                                         | .cg                                                        |
| المنطقة الزمنية                                           | توقيت وسط أوروبا، ت ع م+01:00، ت ع م+02:00، أوروبا/سراييفو ‏ | ت ع م+01:00                                                |

## منظمات دولية مشتركة
يشترك البلدان في عضوية مجموعة من المنظمات الدولية، منها:
| علم المنظمة | اسم المنظمة                               | تاريخ انضمام البوسنة والهرسك | تاريخ انضمام جمهورية الكونغو |
| ----------- | ----------------------------------------- | ---------------------------- | ---------------------------- |
|             | البنك الدولي للإنشاء والتعمير             | 25 فبراير 1993               | 10 يوليو 1963                |
|             | يونسكو                                    | 2 يونيو 1993                 | 24 أكتوبر 1960               |
|             | وكالة ضمان الاستثمار متعدد الأطراف        | 19 مارس 1993                 | 16 أكتوبر 1991               |
|             | مؤسسة التمويل الدولية                     | 25 فبراير 1993               | 1 أكتوبر 1980                |
|             | منظمة الشرطة الجنائية الدولية             | ?                            | ?                            |
|             | الأمم المتحدة                             | 22 مايو 1992                 | 20 سبتمبر 1960               |
|             | مؤسسة التنمية الدولية                     | 25 فبراير 1993               | 8 نوفمبر 1963                |
|             | منظمة حظر الأسلحة الكيميائية              | ?                            | ?                            |
|             | المركز الدولي لتسوية المنازعات الاستشارية | 13 يونيو 1997                | 14 أكتوبر 1966               |

## وصلات خارجية
- موقع وزارة الخارجية البوسنية